# ARM7
ARM 7 — процесорне ядро серії ARM, прийшло на зміну ARM6.

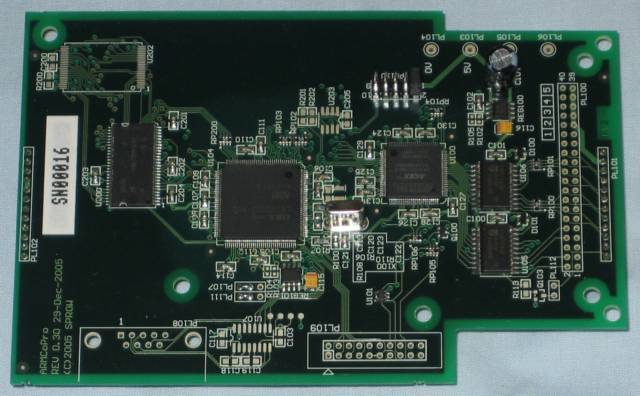
Sprow ARM7 Coprocessor (top)

ARM — це просто архітектура, на основі якої побудовано безліч різних процесорів. У них може бути абсолютно різна периферія, різні методи взаємодії периферією, різна частота та енергоспоживання, але об'єднує їх одно — процесорне ядро ARM.
Перше ядро, назване ARM6, було розроблено 1991 р., проте реальне втілення отримала лише наступна технологія – ядро ARM7, створене 1993 р. Компанія не займається безпосереднім виробництвом мікросхем.
Можливо, ця особливість, яка, на перший погляд, сприймається як недолік, та сприяла дивовижній популярності архітектури ARM. Фірма постачає свої розробки в електронному вигляді, на основі яких клієнти конструюють свої власні мікропроцесори та мікроконтролери.
Клієнтами ARM є понад 60 виробників напівпровідників, серед яких можна виділити такі відомі компанії, як Altera, Analog Devices, Atmel, Cirrus Logic, Fujitsu, MagnaChip (Hynix), Intel, Freescale (Motorola), National Semiconductor, NXP (Philips), OKI.
ARM7 з одного боку досить таки простий (особливо в порівнянні з x86), з іншого боку — має більшу продуктивність і менше енергоспоживання. Але менший набір команд і той факт, що довга команда зафіксована призводить до збільшення обсягу програми.

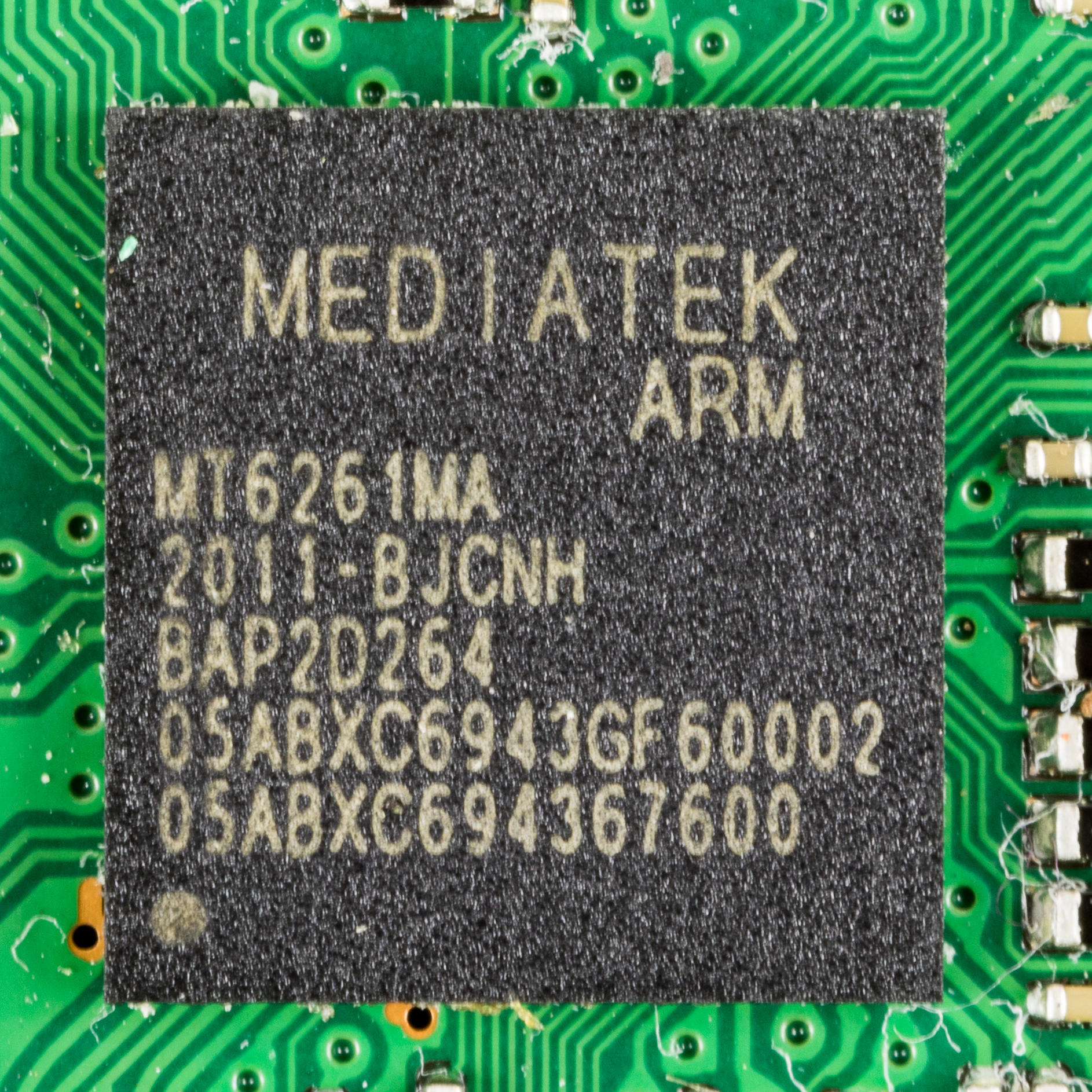
Mobiwire N169/20 N1 - board - Mediatek MT6261MA - GSM GPRS SOC Processor, capable of running the ARM7EJ-S RISC processor.

Це 32 розрядне RISC ядро, що має швидкодію до 130 млн оп/сек. 

## Основні характеристики ядра ARM7
- 32-розрядний RISC процесор (32-розрядні шини даних та адреси) з продуктивністю 17 MIPS при тактовій частоті 25 МГц (пікова продуктивність 25 MIPS)
- 32-розрядна адресація - лінійний адресний простір у 4 Гбайти - виключає потребу в сегментованій, розділеній на банки або оверлейній пам'яті
- Тридцять один 32-розрядний регістр загального призначення та шість регістрів стану
- Реєстри адрес, запису та конвеєра
- Циклічний зсувний пристрій та перемножувач
- Трирівневий конвеєр (вибірка команди, її декодування та виконання)
- Робочі режими Big Endian та Little Endian
- Напруга живлення 3,3 та 5 В
- Мале споживання 0,6 мА/МГц, при виготовленні технології CMOS з топологічними нормами 0,8 мкм.
- Цілком статична робота, що дозволяє додатково знижувати споживання внаслідок зменшення тактової частоти, що ідеально для критичних до споживання застосувань
- Швидкий відгук на переривання застосування реального масштабу часу
- Підтримка систем віртуальної пам'яті
- Проста та потужна система команд [3]

Слід зазначити, що перехід ядра на технологію зі зменшеними топологічними нормами дозволяє як підвищити його продуктивність, і ще більше знизити споживання.
Має кілька модифікацій — ARM7TDMI, ARM7TDMI-S, ARM7EJ-S, ARM720T, ARM740T
Перше — базове, решта відрізняються наявністю DSP та Jazelle розширень (ARM7EJ-S), модулем управління пам'яттю (ARM720T) або модулем захисту пам'яті (ARM740T).
Ядро має фон-нейманівську архітектуру із загальною пам'яттю команд та даних. Нові ядра реалізують гарвардську архітектуру з роздільним кеш-пам'яттю команд та даних.